# Razgrad, Montana
Razgrad (în bulgară Разград) este un sat în comuna Vălcedrăm, regiunea Montana,  Bulgaria.

## Demografie
Componența etnică a satului Razgrad
     Bulgari (81,92%)
     Romi (16,32%)
     Nicio identificare (1,74%)
     Altele (0%)
La recensământul din 2011, populația satului Razgrad era de 686 locuitori. Din punct de vedere etnic, majoritatea locuitorilor (81,92%) erau bulgari, cu o minoritate de romi (16,32%). Pentru 1,74% din locuitori nu este cunoscută apartenența etnică.